# Inge Braumüller

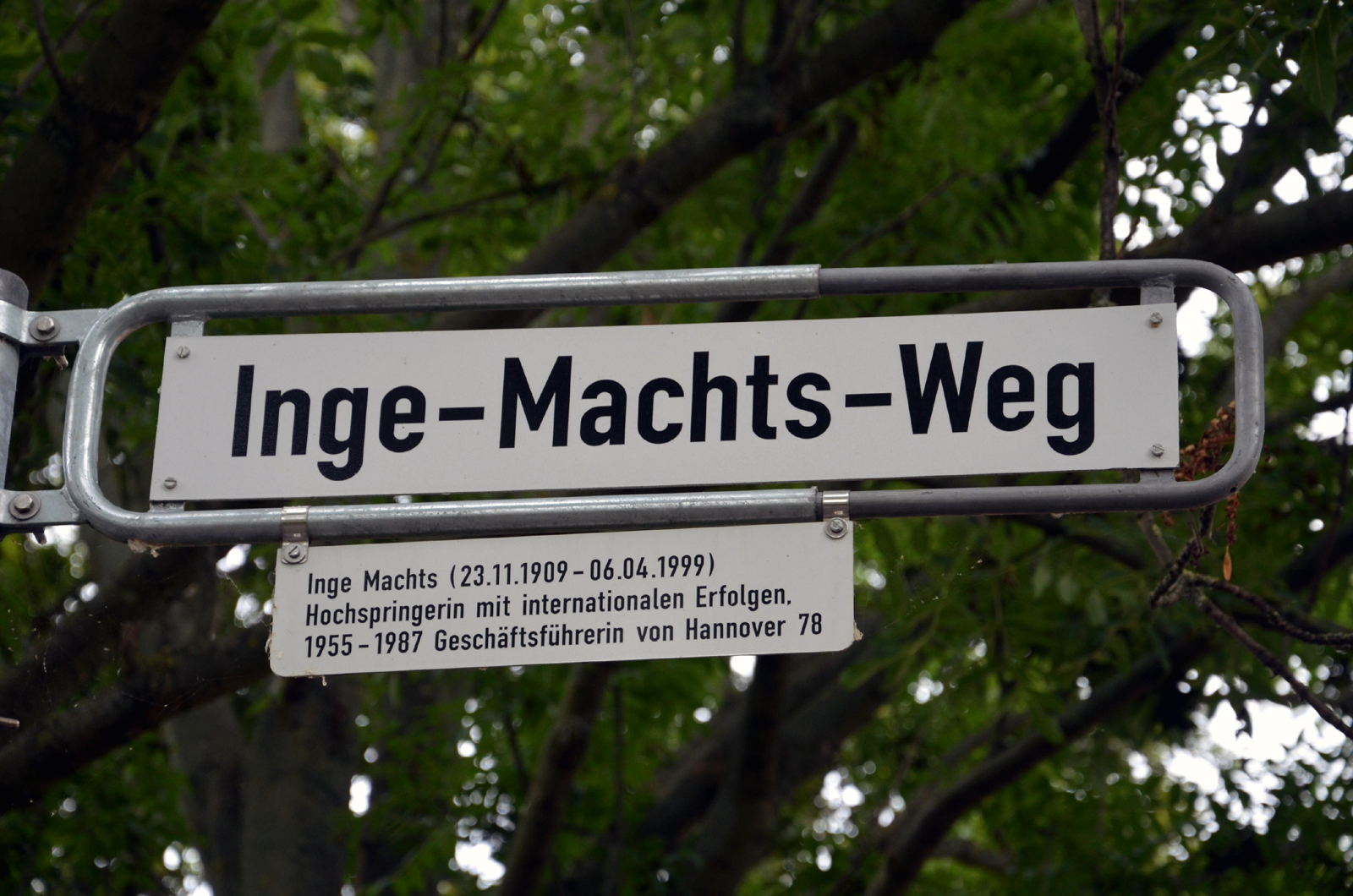
Inge-Machts-Weg namngiven efter Braumüller

Ingeborg ”Inge” Braumüller (gift Betz och Machts), född 23 november 1909 i Berlin, död 6 april 1999 i Hannover, var en tysk friidrottare med hoppgrenar som huvudgren. Braumüller var en pionjär inom damidrott, hon blev guldmedaljör vid den III.e damolympiaden 1930 i Prag.

## Biografi
Inge Braumüller föddes 1909 i Berlin, hennes yngre syster var Ellen Braumüller. Under skoltiden började hon med friidrott. Hon tävlade i höjdhopp men även i kortdistanslöpning och längdhopp. Hon gick med i idrottsföreningen "DF Sportclub" ("Olympische Sport-Club Berlin e.V.") i Berlin.
1928 deltog hon vid de Olympiska sommarspelen i Amsterdam då hon slutade på en 7:e plats i höjdhopp. Senare gifte hon sig med Otto Betz, paret fick 1 dotter med skilde sig 1951.
Braumüller deltog i flera tyska mästerskap, 1928 blev hon bronsmästare i höjdhopp vid tävlingar i Berlin 14–15 juli 1929 tog hon guldmedalj i grenen vid tävlingar i Frankfurt 20–21 juli 1930 (tävlingar i Lennep) och 1931 (tävlingar i Magdeburg) blev hon silvermedaljör och 1932 (tävlingar i Berlin) tog hon åter bronsplats i grenen.
1930 deltog hon vid de 4:e Internationella studentspelen (World Student Games, föregångare till Universiaden) 1–10 augusti i Darmstadt, under spelen vann hon guldmedalj i löpning 100 meter (tid 13.10), höjdhopp (1,56 m) och längdhopp (5,44 m).
Braumüller deltog även vid den tredje damolympiaden 6–8 september 1930 i Prag, under idrottsspelen vann hon guldmedalj i längdhopp med 1,57 meter, resultatet var även tyskt rekord och hennes personbästa.
Senare flyttade Inge till Hannover, 1955 började som chef för idrottsföreningen "Hannover 78" där hon arbetade fram till sin pensionering 1987. Braumüller dog 1999.
2010 namngavs gatan Inge-Machts-Weg i idrottsområdet Sportpark Hannover efter henne.